# Lộc Thảo

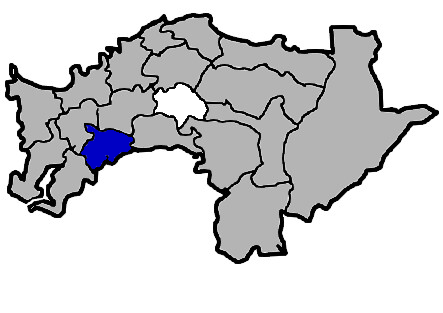
Vị trí tại huyện Gia Nghĩa

Lộc Thảo (tiếng Trung: 鹿草鄉; bính âm: Liùjiǎo Xiāng) là một hương (xã) của huyện Gia Nghĩa, tỉnh Đài Loan, Trung Hoa Dân Quốc (Đài Loan). Hương nằm trên vùng đồng bằng Gia Nam và thuộc lưu vực của sông Bát Chưởng. Tổng diện tích của hương là 54,3151 km², dân số vào tháng 8 năm 2011 là 17.073 người thuộc 5.784 hộ gia đình, mật độ cư trú đạt 314,3 người/km².